# 龍憲一
龍 憲一（りゅう けんいち、1937年4月28日 - ）は、福岡県福岡市出身の元プロ野球選手（投手）・コーチ。

## 経歴

### プロ入りまで
福岡商科大附属大濠高卒業後は杵島炭鉱を経て、日炭高松に入社。深見安博監督の下、1959年の都市対抗に初出場を果たす。2回戦で東洋レーヨンを相手に先発し、5回まで好投するが、後続が打たれ惜敗した。この時のチームメイトに柿本実、黒江幸弘がいる。

### 現役時代
1960年に東映フライヤーズへ入団。7人兄妹の末っ子で野球が好きで上手かった男4人兄弟を代表してプロ入りし、1年目の同年から一軍で起用され、4月10日の近鉄戦（駒沢）に中継ぎで初登板。同29日の阪急戦（駒沢）では岡田忠弘の2番手でマウンドに上がり、打席でも初安打を放つ。5月18日の大毎戦（川崎）で初めて先発に起用され、中西勝己と投げ合って5回を1点に抑え初勝利を挙げるが、2年目の1961年は故障もあって低迷。右手の人さし指を自動車のドアに詰めて1勝も出来なかった。
日炭高松時代から親がわりであった深見の世話で、3年目の1962年に広島カープへ移籍。先発、中継ぎと重宝されるが、肩の出来上がりが早く、連投がきくからという理由で抑えを任されることになった。当時はセーブというルールが球界に無かった時代であり、抑えは単なるリリーフと変わりが無いものであったが、自分の役目をしっかりと果たす。この年は60試合に登板、1963年は先発の一角としても起用され、リーグ最多の61試合に登板するなど、毎試合ベンチでスタンバイしていた。1965年には64試合に登板し226回を投げ、初めて規定投球回（8位、防御率2.31）にも達する。18勝13敗を記録し、その内17勝が救援勝利という内容であった。球団最多登板64、救援登板57は1976年に渡辺弘基（73、71）に破られたが、救援最多勝利17は今も球団記録として残っている。翌1966年にも16勝14敗と活躍。「8時半の男」と言われた宮田征典と共にリリーフの重要性を球界に確立した功績は大きかったが、しかしこれまでの疲労が溜まり1967年に肘を故障し、1970年限りで現役を引退。引退後「僕が太く短くを選んだ。だから後悔はない」と本人は語っている。

### 現役引退後
引退後は広島でスコアラー（1971年）→二軍投手コーチ（1972年）を1年ずつ務め、太平洋二軍投手コーチ（1973年 - 1974年）も務めた。
退団後は古巣・広島に復帰し、二軍投手コーチ（1975年 - 1977年シーズン途中, 1984年 - 1987年）・一軍投手コーチ（1977年途中 - 1983年）・スカウト（1988年 - 1996年2月）を歴任。古葉竹識監督に仕え、5度のリーグ優勝と3度の日本一に貢献し、広島の黄金期を支える。
広島退団後は30年来の知人の協力で広島駅近くで300台収容の駐車場を経営していたこともあったが、広島経済大学で特別コーチ（2000年 - 2005年）→投手コーチ（2006年 - 2009年）→監督（2010年 - 2012年）を歴任。監督在任中は2度のリーグ優勝に導き、柳田悠岐を送り出した。監督の後任として同じく広島OBの山本翔が就任し、2代続けて広島OBが監督を務めることとなった。

## 詳細情報

### 年度別投手成績
| 年 度     | 球 団     | 登 板 | 先 発 | 完 投 | 完 封 | 無 四 球 | 勝 利 | 敗 戦 | セ 丨 ブ | ホ 丨 ル ド | 勝 率 | 打 者 | 投 球 回 | 被 安 打 | 被 本 塁 打 | 与 四 球 | 敬 遠 | 与 死 球 | 奪 三 振 | 暴 投 | ボ 丨 ク | 失 点 | 自 責 点 | 防 御 率 | W H I P |
| --------- | --------- | ----- | ----- | ----- | ----- | -------- | ----- | ----- | -------- | ----------- | ----- | ----- | -------- | -------- | ----------- | -------- | ----- | -------- | -------- | ----- | -------- | ----- | -------- | -------- | ------- |
| 1960      | 東映      | 33    | 6     | 0     | 0     | 0        | 2     | 1     | --       | --          | .667  | 372   | 86.1     | 92       | 6           | 17       | 1     | 3        | 30       | 0     | 0        | 44    | 31       | 3.21     | 1.26    |
| 1961      | 東映      | 2     | 0     | 0     | 0     | 0        | 0     | 0     | --       | --          | ----  | 20    | 3.2      | 10       | 1           | 1        | 0     | 0        | 4        | 0     | 0        | 8     | 8        | 18.00    | 3.00    |
| 1962      | 広島      | 60    | 9     | 1     | 1     | 0        | 4     | 9     | --       | --          | .308  | 622   | 153.0    | 142      | 16          | 39       | 2     | 3        | 61       | 1     | 0        | 60    | 56       | 3.29     | 1.18    |
| 1963      | 広島      | 61    | 19    | 2     | 0     | 0        | 9     | 16    | --       | --          | .360  | 806   | 190.2    | 193      | 24          | 54       | 7     | 0        | 65       | 1     | 0        | 106   | 96       | 4.52     | 1.30    |
| 1964      | 広島      | 59    | 7     | 1     | 1     | 0        | 8     | 7     | --       | --          | .533  | 601   | 138.1    | 145      | 16          | 47       | 3     | 6        | 49       | 0     | 1        | 74    | 64       | 4.17     | 1.39    |
| 1965      | 広島      | 64    | 7     | 2     | 0     | 0        | 18    | 13    | --       | --          | .581  | 893   | 226.0    | 191      | 18          | 50       | 8     | 3        | 75       | 0     | 0        | 67    | 58       | 2.31     | 1.07    |
| 1966      | 広島      | 55    | 9     | 1     | 1     | 0        | 16    | 14    | --       | --          | .533  | 820   | 202.1    | 181      | 16          | 51       | 9     | 3        | 65       | 1     | 0        | 68    | 64       | 2.85     | 1.15    |
| 1967      | 広島      | 33    | 1     | 0     | 0     | 0        | 2     | 4     | --       | --          | .333  | 339   | 79.1     | 85       | 9           | 22       | 1     | 2        | 34       | 0     | 0        | 44    | 43       | 4.90     | 1.35    |
| 1968      | 広島      | 34    | 1     | 0     | 0     | 0        | 1     | 3     | --       | --          | .250  | 226   | 57.2     | 51       | 7           | 11       | 3     | 1        | 17       | 1     | 1        | 22    | 19       | 2.95     | 1.08    |
| 1969      | 広島      | 20    | 0     | 0     | 0     | 0        | 0     | 1     | --       | --          | .000  | 161   | 39.2     | 39       | 3           | 5        | 1     | 2        | 26       | 0     | 0        | 15    | 15       | 3.38     | 1.11    |
| 1970      | 広島      | 5     | 0     | 0     | 0     | 0        | 0     | 0     | --       | --          | ----  | 37    | 7.0      | 9        | 2           | 5        | 0     | 1        | 2        | 0     | 0        | 10    | 8        | 10.29    | 2.00    |
| 通算:11年 | 通算:11年 | 426   | 59    | 7     | 3     | 0        | 60    | 68    | --       | --          | .469  | 4897  | 1184.0   | 1138     | 118         | 302      | 35    | 24       | 428      | 4     | 2        | 518   | 462      | 3.51     | 1.22    |

- 各年度の太字はリーグ最高

### 記録
- オールスターゲーム出場：1回 （1966年）

### 背番号
- 17 （1960年 - 1961年）
- 13 （1962年）
- 21 （1963年 - 1970年）
- 65 （1972年）
- 75 （1973年 - 1974年）
- 74 （1975年 - 1987年）